# Loppört
Loppört (Pulicaria vulgaris) är en växtart i familjen korgblommiga växter.